# نغمه غمگین
نغمه‌ی غمگین (به انگلیسی: Blue Melody) نام مجموعه داستانی از جروم دیوید سلینجر است.
عنوان کتاب نغمهٔ غمگین از داستانی با همین نام گرفته شده که نخستین بار در سپتامبر سال 1948 در مجله کازماپولیتن چاپ شده‌است.

## داستان‌ها
عنوان قصه‌های این مجموعه به ترتیب عبارتند از:
- قلب یک داستان پاره پاره
- بروبچه ها
- دخترکی در سال 1941 که اصلاً کمر نداشت
- برادران واریونی
- این ساندویچ مایونز نداره
- دختری که می‌شناختم
- قلق
- یادداشت‌های شخصی یک سرباز پیاده نظام
- یرو ادی رو ببین
- نغمهٔ غمگین

## ترجمه به فارسی
این کتاب در ایران با ترجمه امیر امجد و بابک تبرایی در اردیبهشت ۱۳۸۷ توسط انتشارات نیلا به چاپ رسیده‌است.